# Miguel Ángel Cárcano
Miguel Ángel Cárcano (Córdoba, 18 de julio de 1889 – Buenos Aires, 9 de mayo de 1978) fue un abogado, político, historiógrafo, periodista y diplomático argentino.

## Biografía
Hijo de Ramón José Cárcano y Ana Sáenz de Zumarán, por su parte contrajo matrimonio con la porteña Stella Morra y Victorica con quien tuvo a las siguientes hijas e hijo: Stella "Baby" Cárcano, Ana Inés "Chiquita" Cárcano y Michael Cárcano.  Stella "Baby" Cárcano fue la longeva Vizcondesa de Ednam Stella Ana Inés Rosa Carolina Cárcano Morra.

## Primeros años
Se recibió de abogado en la Universidad Nacional de Córdoba y en 1917 obtuvo el Primer Premio Nacional de Letras por su libro Evolución histórica del régimen de la tierra pública, en el que analizaba el problema agrario argentino. Según el profesor Eleodoro Lobos, fue la obra más completa realizada hasta esa fecha sobre la legislación agraria del país.

## Actividad política

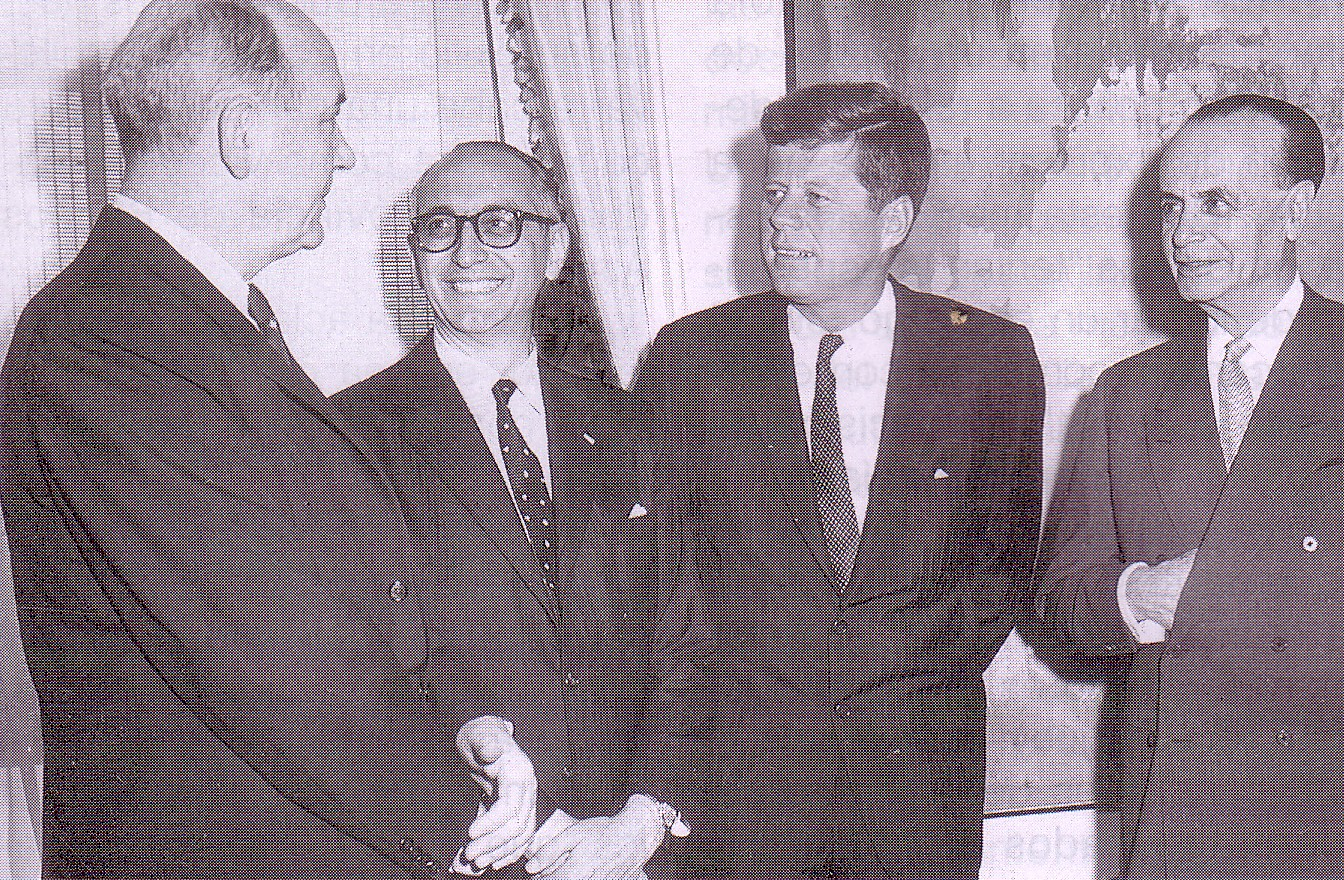
De izquierda a derecha: Dean Rusk, Arturo Frondizi, John Kennedy y Cárcano en Estados Unidos 1961.

En 1933, siendo diputado nacional por la Provincia de Córdoba, integró la misión diplomática presidida por el vicepresidente de la nación Julio A. Roca (hijo), misión que viajó a Londres y concluyó el Pacto Roca-Runciman mediante el cual se garantizó la compra de carne por Gran Bretaña a cambio de la reducción de los derechos aduaneros de algunos productos industriales ingleses y no dificultar el trabajo de las empresas británicas. 
Al retorno a Buenos Aires, Cárcano fue designado presidente de la Comisión que en representación de Argentina debía negociar con el Reino Unido las cuestiones arancelarias, logrando finalmente concretar un acuerdo que obtuvo la aceptación de los representantes de la industria nacional que inicialmente se habían alarmado respecto de las consecuencias del tratado respecto de su sector.
En el Congreso intervino activamente en la redacción y discusión de leyes fundamentales para el agro argentino, entre ellas la ley sobre crédito agrario. También fue por un breve lapso Ministro de Agricultura de la Nación.
Entre 1938 y 1942 fue embajador de su país en Francia, y desde esa fecha hasta el advenimiento de Juan Domingo Perón fue embajador en el Reino Unido.
Fue también fundador del diario El País, de la ciudad de Córdoba.
Fue ministro de Relaciones Exteriores de la Nación, durante la presidencia de Arturo Frondizi, de 1961 a 1962.

## Actividad académica
Fue profesor de Derecho Administrativo en la Facultad de Derecho (Universidad de Buenos Aires), y de Economía y Organización Agraria en la Facultad de Ciencias Económicas de la misma Universidad, de cuyo Consejo Directivo y Consejo Superior Universitario fue miembro.
El Dr. Miguel Ángel Cárcano fue miembro de las Academias Nacionales de Agronomía y Veterinaria, de Ciencias Económicas, de Letras y de la Historia, y también miembro correspondiente de varias Academias de Historia y de Letras de distintos países.
En sus últimos años —tras su paso por el gobierno de Frondizi— se dedicó especialmente a publicar obras sobre historia argentina.
Falleció el 9 de mayo de 1978.

## Obra escrita
- Evolución histórica del régimen de la tierra pública (1917)
- Organización de la producción; la pequeña propiedad y el crédito agrícola (1918)
- Realidad de una política (1938)
- La fortaleza de Europa (1951)
- Sáenz Peña; la revolución por los comicios (1963)
- La presidencia de Carlos Pellegrini; política de orden (1968)
- El estilo de vida argentino en Paz, Mansilla, González, Roca, Figueroa Alcorta y Sáenz Peña (1969)
- La política internacional en la historia argentina (1972)